# 1911 Schubart
1911 Schubart је астероид са пречником од приближно 80,09 km.
Афел астероида је на удаљености од 4,637 астрономских јединица (АЈ) од Сунца, а перихел на 3,322 АЈ.
Ексцентрицитет орбите износи 0,165, инклинација (нагиб) орбите у односу на раван еклиптике 1,649 степени, а орбитални период износи 2900,201 дана (7,940 година).
Апсолутна магнитуда астероида је 10,11 а геометријски албедо 0,024.
Астероид је откривен 25. октобра 1973. године.